# Lunestedt
Lunestedt is voormalige gemeente in de Duitse deelstaat Nedersaksen. De gemeente maakte deel uit van de Samtgemeinde Beverstedt in het Landkreis Cuxhaven. De gemeente werd per 1 november 2011 opgeheven en is sindsdien ortsteil van de nieuwe eenheidsgemeente Beverstedt.
- Gemeinsame Normdatei: 4123690-7
- Virtual International Authority File: 236405757
- WorldCat: E39PBJtxj94c8qfcy94p94V3cP